# Euphyia leucoplea
Euphyia leucoplea là một loài bướm đêm trong họ Geometridae.